# Bois-Herpin
Bois-Herpin är en kommun i departementet Essonne i regionen Île-de-France i norra Frankrike. Kommunen ligger i kantonen Méréville som tillhör arrondissementet Étampes. År 2022 hade Bois-Herpin 83 invånare.

## Befolkningsutveckling
Antalet invånare i kommunen Bois-Herpin
| Referens: INSEE |